# Călugăr
Călugăr è un comune della Moldavia situato nel distretto di Fălești di 3.040 abitanti al censimento del 2004

## Località
Il comune è formato dall'insieme delle seguenti località (popolazione 2004):
- Călugăr (2.178 abitanti)
- Frumușica (476 abitanti)
- Socii Noi (345 abitanti)
- Socii Vechi (41 abitanti)